# Chishtiyya
Chishtiyya, auch Tschischtiyya (persisch چشتیه Tschischtiya, DMG Čištīya, Urdu چشتیہ) ist ein gemäßigter islamisch-orthodoxer Sufi-Orden (Tariqa), der ursprünglich aus dem indischen Raum stammt, mittlerweile aber weltweit Anhänger gefunden hat. Gründer dieses Ordens ist Abu Ishaq asch-Schami (arabisch ابو اسحاق الشامي, DMG Abū Isḥāq aš-Šāmī, auch persisch ابو اسحاق شامى, DMG Abū Isḥāq-i Šāmī; † 940), die bekanntesten Vertreter waren Muinuddin Chishti (Muʿīn-ud-Dīn Čištī, 1141–1230/36) und Salim Chishti (Salīm Čištī, 1478/80–1572).

## Geschichte
Der Name des Ordens leitet sich ab von Chisht, einer kleinen Ortschaft etwa 140 Kilometer östlich von Herat (Afghanistan). Der Erste, der sich selber Chishti nannte, war Abu Ishaq asch-Schami, ein Sufi aus Syrien, wahrscheinlich aus der Stadt Damaskus (arabisch دمشق, DMG Dimašq, auch aš-Šām). Dieser traf einen anderen Sufi, der ihm sagte, sich in Chisht niederzulassen, woraufhin er Abu Ishaq Schami Chishti genannt wurde. Im Jahr 940 starb er in Damaskus und wurde auf dem Berg Qasyun begraben, auf dem später auch die Grabstätte des bekannten Mystikers Ibn Arabi errichtet wurde.
Muinuddin Chishti kam im Jahr 1193 nach Delhi und ließ sich schließlich in Ajmer nieder. Dieser Ort war kurz darauf ein wichtiges Zentrum für die Islamisierung Indiens, besonders der mittleren und südlichen Landesteile. Die Chishtiyya breitete sich relativ schnell in diesen Gebieten aus, nicht zuletzt waren die meisten Bekehrungen zum Islam in Indien jener Zeit größtenteils den Chishtiyya-Heiligen zu verdanken. Viele Hindus waren damals von den schlichten Predigten und der Praxis der Liebe zu Gott und zum Nächsten beeindruckt; vor allem Hindus aus niedern Kasten und auch Kastenlose.
Muinuddins Grabstätte befindet sich in Ajmer, zur Zeit der Mogulherrschaft wurde dort ein prächtiges Marmorheiligtum errichtet. Noch heute zieht es tausende von gläubigen Muslimen an, zum Jahrestag des Heiligen ziehen sogar große Pilgerströme deswegen von Pakistan nach Indien.
Pakistanische und nordindische Qawwali-Musiker führen normalerweise die Silsila (Abstammungslinie) des in ihrer Gruppe gepflegten Musikstils als Lehrer-Schüler-Reihe bis zum Gründer des Chishtiyya-Ordens in das 13. Jahrhundert zurück.

## Aufbau
In den Zentren des Ordens (Khanqahs) wurden zwischen den Schülern keine Unterschiede gemacht, es existierte eine Art klassenlose Gesellschaft. Dies zog viele Hindus, vor allem die ärmeren, in ihren Bann. Die Schüler eines Zentrums wurden von einem Sheikh geleitet.
Außerdem wurden von den Khanqahs keine Geldspenden von den jeweiligen Herrschern des Landes angenommen, denn sie lehnten es ab, irgendetwas mit einer weltlichen Regierung zu tun zu haben. Man verließ sich ausschließlich auf Spenden aus dem Volk, wobei sich die Erhaltung der Khanqahs oft als schwierig erwies. Die Chishtis nahmen im Unterschied zu fast allen anderen Tariqas niemals Kontakt zu Staatsregierungen oder staatlichen Beamten auf, weil sie den Staatsdienst als unvereinbar mit spirituellem Fortschritt erachten.

## Lehre
Muinuddin Chishti hatte die Lehre der Chishtiyya in drei Prinzipien zusammengefasst. Demnach sollte ein Sufi „Großmut wie die des Ozeans, Milde wie die der Sonne und Bescheidenheit wie die der Erde“ besitzen. Die Chishtis beachten die üblichen islamischen Gebote im Unterschied zu heterodoxen Sekten wie den Qalandar. Zu ihrer Glaubenspraxis gehören Poesie, Musik und Tänze (samāʿ oder qawwali).